# Turbonilla coomansi
Turbonilla coomansi is een slakkensoort uit de familie van de Pyramidellidae. De wetenschappelijke naam van de soort is voor het eerst geldig gepubliceerd in 1994 door Van Aartsen.